# 植村甲午郎
植村 甲午郎（うえむら こうごろう、1894年（明治27年）3月12日 -  1978年（昭和53年）8月1日）は、昭和初期から後期（1920年代 - 1970年代）の財界人、官僚。札幌オリンピック組織委員会会長。
経済団体連合会（現：日本経済団体連合会）創設に加わり事務局長となるも、公職追放となる。解除後、第3代経済団体連合会（経団連）会長（1968年（昭和43年） - 1974年（昭和49年） ）。

## 来歴・人物
東京府東京市に植村澄三郎の長男として生まれる。父の仕事の関係で、幼少期を札幌で過ごす。札幌区創成尋常小学校、慶應義塾幼稚舎､東京府立一中､第一高等学校を経て1918年（大正7年） 東京帝国大学法学部政治学科を卒業。
農商務省に入省。大臣秘書官、資源局調査課長を務めた後、企画院調査部長となり、国家総動員法策定の指揮を執る。1940年（昭和15年） 企画院次長。
1941年（昭和16年） には九州の石炭王・松本健次郎に請われて、「石炭統制会」の理事長となる（松本が会長）。戦後も松本の引きにより、1945年（昭和20年） 経団連の前身である「日本経済連合委員会」の副委員長兼事務局長となり、1946年（昭和21年） に経団連が発足すると引き続き事務局長に就任するが、翌年に公職追放となる。
1951年（昭和26年） 追放が解除されると経団連に復帰し、相談役を経て副会長に就任する。1955年（昭和30年） には植村が中心となって「経済再建懇談会」を立ち上げ、これまでの個々の企業による献金から、岸信介（一高、東大時代の後輩）ら、戦前の商工省・企画院人脈との深い繋がりから、経済界・財界から政界・自由民主党への今に至る画期的な献金システム、俗にいう奉加帳方式を整備した。
1960年（昭和35年） 、足立正（日本商工会議所会頭）らと発起人となり社団法人日韓経済協会を設立し、自ら初代会長に就任する。また、ニッポン放送初代社長、フジテレビジョン（現：フジ・メディア・ホールディングス）初代会長を務めて両社設立に深く関与するなど、フジサンケイグループ及び鹿内信隆との関係が深く、1968年（昭和43年）より74年頃まで、財団法人サンケイスカラシップ第2代会長として海外留学生公募に関わった。ほかに財団法人日本科学技術振興財団会長、日本航空会長等も務めた。
1968年、石坂泰三の後を継いで経団連会長に就任すると、副会長を5人から7人に増員し、集団指導体制の下で調整力を発揮しながら、石油ショック・日米繊維交渉など内外の経済問題に対処していった。業界内・間の調整にその威力を発揮したが、この頃の環境や公害問題への対処に植村の限界があったともいわれている。1974年には会長を土光敏夫に引継ぎ、名誉会長となり、同年には信隆の長男・鹿内春雄が植村の秘書となる。
1978年8月1日死去。享年85（満84歳没）。

### その他
幼少期、慶應幼稚舎→普通部コースでは遊んでしまうのではと親戚や父の知人が心配し、父も賛成したので、府立一中という当時の官立のエリートコースへ道を変えることとなる。入学後は、幼稚舎時代の気風を引き摺っていたのか勉学に身が入らなかったが、中学四年次にさすがに将来展望に焦りを感じ、級友らの助けを借り勉学に邁進することとなる。以後、一高受験するも失敗、一年間浪人した。当時、一高入学試験では論作文が出題され思うように書けず、山の手・お坊っちゃん育ちの薄弱な人生経験不足を痛感した。その時に得た教訓として「何事も付け焼刃ではモノにはならない」ということであったと、のちに『私の履歴書』の連載において語っている。
松本清張が『日本の黒い霧』の続編のようなつもりで書いた『深層海流』は、昭和28年前後の植村をモデルにしている。経済団体の副会長、ラジオ放送局の会長として登場する植村は、旧GHQ情報機関につながる政府の情報機関幹部から対共産党、治安維持の各種情報を提供されるなど、独立後の日本で日米の情報工作、反共戦略の深層部にかかわった中心人物として描かれている。さらにこうした情報活動には、GHQが接収した旧軍資産を基に秘密資金にしたいわゆる「M資金」があてられたとされ、日米情報工作の一環としてニッポン放送も設立されたというのが『深層海流』で描かれた構図である。たしかに外形的には松本のような見方が成立する要素も一部にはあったが、植村の秘書だったこともある大和寛（のちフジテレビ報道部長）によれば、少なくともニッポン放送とM資金は結びつかないという。「植村さんは『深層海流』を非常に気にしていたが、M資金云々と書かれていたので、逆に安堵していました」。

## 栄典
- 1940年（昭和15年）11月10日 - 紀元二千六百年祝典記念章[25]
- 1965年（昭和40年）4月29日 - 勲一等 瑞宝章[26]
- 1972年（昭和47年）4月29日 - 旭日大綬章[27]
- 1978年（昭和53年）8月1日 - 正三位 旭日桐花大綬章[28][注釈 2]

外国勲章佩用允許
- 1944年（昭和19年）7月20日 - 満州国国勢調査紀念章[29]

## 家族
- 父 植村澄三郎 - 大日本麦酒常務取締役[30]。
- 弟 泰二 - 東宝映画社長。
- 妻 淑 - 富井政章男爵の三女。お茶の水高等女学校卒[31]。弟に富井周。
- 長男 泰忠 - 東京大学理学部教授。岳父に子爵の阪谷希一、子にコロンビア大学物理学科教授の植村泰朋。
- 二男 泰久 - ニッポン放送、フジテレビを経て仙台放送第3代社長[32]。岳父は辻政信[33]。
- 二女 安川敏子 - 安川信雄（安川敬一郎孫）の妻。
- 三女 渋沢和子 - 渋沢正一の妻。子に渋沢寿一。

## 系譜
- 植村氏

```
　
　　　　　　　　　　　石坂泰三━石坂泰夫
　　　　　　　　　　　　　　　　　┃
　　　　　中村是公━━━━秀　　　┃
　　　　　　　　　　　　　┃　　　┃
　　　　　　　　　　　　　┣━━章子
　　　　　　　　　　　　　┃
　　　　　　　　　　　┏富井周
　　　　富井政章━━━┫
　　　　　　　　　　　┗淑
　　　　　　　　　　　　┃　　┏植村泰忠
　　　　　　　　　　　　┣━━┫
　　　　　　　　　　　　┃　　┗和子
　　　　　　　　　植村甲午郎　　┃
　　　　　　　　　　　　　　　　┃
　　　渋沢栄一━━渋沢正雄━━渋沢正一

```